# Guldborg Sund
De Guldborg Sund ("Straat van Guldborg", verouderd: Golbersont, Golversont) is een zeestraat in de Oostzee die de Deense eilanden Lolland en Falster van elkaar scheidt. De straat verbindt Smålandsfarvandet met de Mecklenburgerbocht in het zuiden. Het stadje Guldborg bij de noordelijke ingang geeft zijn naam aan de straat, de straat op haar beurt is naamgever van de gelijknamige gemeente.
De straat is zo'n 30 kilometer lang, haar breedte varieert van zo'n 150 meter bij Guldborg tot 6 kilometer ten zuiden van Nykøbing Falster. Het noordelijke deel is bevaarbaar voor schepen met een diepgang van circa zes meter, waarmee de haven van Nykøbing bereikbaar is voor de scheepvaart. Het veel ondiepere zuidelijke deel is minimaal twee meter diep en daarmee alleen bevaarbaar voor jachten en andere pleziervaartuigen.
De straat heeft drie oeververbindingen: twee bruggen en een tunnel, van de Guldborgsundbrug (weg) bij Guldborg in het noorden, de Guldborgsundtunnel voor de Sydmotorvejen (E47), tot de Frederik IX-brug (weg/spoor) bij Nykøbing Falster in het zuiden.